# Eichfeld (Volkach)
Eichfeld is een plaats in de Duitse gemeente Volkach, deelstaat Beieren, en telt 450 inwoners.